# 小水毛茛
小水毛茛（学名：Batrachium eradicatum）为毛茛科水毛茛属下的一个种。

## 扩展阅读
- 維基物種上的相關：小水毛茛